# Chaque soir à neuf heures
Pour plus de détails, voir Fiche technique et Distribution.
Chaque soir à neuf heures (Our Mother's House) est un film britannique réalisé par Jack Clayton, sorti en 1967.
Le film se déroule près de Londres, où sept enfants de 4 à 13 ans vivent avec leur mère alors que leur père a quitté la maison depuis des années. Quand celle-ci meurt, les enfants décident de continuer à vivre comme si de rien n'était afin de ne pas être envoyés à l'orphelinat. Chaque soir à neuf heures précise, ils se recueillent sur la tombe de leur mère cachée au fond du jardin dans la cabane. Un jour, leur père réapparait sans prévenir et les enfants vont s'efforcer de lui cacher la vérité...

## Synopsis
Sept enfants, les Hook, vivent dans une ancienne maison victorienne délabrée de la banlieue de Londres. Les enfants plus âgés aident à s'occuper de leur mère célibataire et invalide, dont la maladie chronique l'a amenée à se convertir à la religion fondamentaliste et à refuser toute aide médicale. Lorsque leur mère meurt subitement, les enfants réalisent qu'ils risquent d'être séparés et envoyés dans des orphelinats. Ils décident donc de dissimuler la mort de leur mère aux adultes et de poursuivre leur routine quotidienne comme si elle était encore en vie. La nuit venu, ils enterrent secrètement leur mère dans l'abri de jardin arrière, qu'ils transforment en un sanctuaire à sa mémoire et où ils organisent périodiquement à neuf heure du soir des séances de spiritisme pour communiquer avec son esprit.
L'aînée des enfants, Elsa, prend les choses en main très sérieusement et les enfants trouvent toujours des excuses plausible à l'absence de leur mère auprès de leurs voisins et de leurs professeurs, prétendant que le médecin l'a envoyée au bord de la mer pour sa santé. Ils décident de renvoyer la femme de ménage, Mme Quayle, qui est très suspicieuse. Les enfants réalisent ensuite qu'ils peuvent subvenir à tous leurs besoins après qu'Elsa a découvert que leur jeune frère, Jiminee, sache imiter de manière convaincante la signature de leur mère, ce qui leur permet d'encaisser les chèques du fonds d'affectation spéciale qui arrivent pour elle chaque mois. Ils apprennent également que leur mère avait laissé plus de 400 £ sur son compte d'épargne. Plus tard, certains des enfants suggèrent de contacter leur père mais l'idée est rejetée par Elsa, qui a été endoctrinée par le mépris amer de sa mère pour son ex-mari sans ressources. Lorsque Hubert, le frère aîné, découvre qu'Elsa connaît l'adresse de contact de leur père, après qu'une lettre soit arriver mais que sa sœur a déchirer devant lui, il propose de prendre contact avec lui, espérant qu'il les aidera. Elsa rejette cette idée et jette l'adresse à la poubelle mais lorsqu'elle quitte la pièce, son frère la récupère. Pendant les six mois qui suivent, les enfants mènent une vie apparemment normale mais un conflit survient lorsque Gerty fait innocemment un tour sur la moto d'un inconnu.
Horrifiée par le contact de Gerty avec un étranger, Diana consulte l'esprit de leur mère et les frères et sœurs dénoncent Gerty comme une prostituée avant de la punir en lui enlevant le précieux peigne que leur mère lui avait donné après lui avoir coupé ses longs cheveux. Par la suite, Gerty tombe malade, et bien que Diana suive la pratique de leur mère en refusant de consulter un médecin, elle finit par guérir. Le monde secret des enfants commence à changer lorsque Jiminee ramène à la maison Louis, un ami de son école, qu'on autorise à s'y cacher. Leur professeur arrive bientôt, exigeant de fouiller la maison pour retrouver le garçon disparu et elle commence à émettre des doutes sur l'absence de leur mère. La situation est désamorcée par l'arrivée inattendue de leur père, Charlie. Ce dernier emménage immédiatement et Hubert admet qu'il avait secrètement écrit à Charlie pour lui demander de venir. La famille s'adapte à cette nouvelle situation domestique et Charlie les emmène régulièrement en excursion et achète même une nouvelle voiture. La plupart des enfants, surtout Diana, commencent à lui faire confiance et à l'aimer mais Elsa reste très méfiante à son égard.
Le monde idyllique des enfants commence à s'écrouler lorsque Charlie fréquente Mme Quayle, rencontrée par hasard dans un bus. Celle-ci réapparaît bientôt à la maison, exigeant de savoir ce qui est arrivé à Mme Hook mais Charlie l'apaise et ils commencent bientôt à avoir une relation. Au fil du temps, Charlie reprend ses mauvaises habitudes en dépensant sans compter, buvant beaucoup et recevant des filles faciles dans la maison. Apprenant que Jiminee est capable d'imiter la signature de leur mère, Charlie le convainc de signer des documents à l'insu de ses frères et sœurs et il s'aliène encore plus les enfants lorsqu'il démonte l'autel à la mémoire de leur mère du jardin. Les choses se gâtent lorsqu'un agent immobilier et un couple s'introduisent dans la maison pour l'inspecter. Bien que Diana refuse toujours de voir la vérité, Elsa et Gerty que leur père a l'intention de vendre la maison et de les mettre en orphelinat. Après avoir fouillé sa chambre, elles découvrent qu'il a dilapidé pratiquement toutes les économies de leur mère.
Lorsque Charlie rentre à la maison ce soir-là, les enfants lui demandent des explications. Il tente d'abord de se couvrir mais face à l'implacable Elsa, il révèle tout et dénonce furieusement leur mère, expliquant qu'elle a mené une vie dissolue avant de tomber malade et de se tourner vers la religion. Il leur apprend qu'ils sont la progéniture illégitime de ses nombreuses liaisons adultères et qu'aucun d'entre eux n'est le sien. Il révèle également qu'il contrôle désormais la propriété, ayant utilisé Jiminee pour imiter involontairement la signature de leur mère et signer le titre de propriété pour lui-même. Lorsqu'il déclare sans ménagement qu'il les méprise tous et qu'il a l'intention de les placer en foyer, Diana craque et le tue avec le tisonnier de la cheminée. Les enfants débattent brièvement de l'opportunité d'enterrer Charlie dans le jardin et de continuer à vivre comme avant mais ils finissent par accepter la gravité de leur situation. 
À la fin du film, les enfants quittent la maison pour la dernière fois et marchent dans l'obscurité pour se rendre aux autorités.

## Fiche technique
- Titre original : Our Mother's House
- Titre français : Chaque soir à neuf heures
- Réalisation : Jack Clayton
- Scénario : Jeremy Brooks et Haya Harareet d'après le roman de Julian Gloag
- Photographie : Larry Pizer
- Musique : Georges Delerue
- Pays d'origine :  Royaume-Uni
- Format : Couleur - 1,66:1 - Mono
- Genre : Film dramatique
- Durée : 104 minutes
- Dates de sortie : 
  - Royaume-Uni : juillet 1967
  - États-Unis : 9 octobre 1967  (New York)
  - Danemark : 16 avril 1968
  - Allemagne de l'Ouest : 26 avril 1968
  - Espagne : 17 juin 1969

## Distribution
- Dirk Bogarde : Charlie Hook
- Margaret Leclere : Elsa
- Pamela Franklin : Diana
- Louis Sheldon Williams : Hubert
- John Gugolka : Dunstan
- Mark Lester : Jiminee
- Phoebe Nicholls : Gerty
- Annette Carell